# Парламентские выборы в Новой Зеландии (2014)
Парламентские выборы в Новой Зеландии прошли 20 сентября 2014 года. По их результатам сформирован состав 51-го парламента Новой Зеландии, а именно 120 членов Палаты представителей, из которых, 71 был избран по одномандатным округам (повышение с 70 в 2011 году), а остальные по партийным спискам. С 1996 года в Новой Зеландии используется система смешанного пропорционального представительства, дающая избирателям два голоса: один для политической партии, а другой для местного кандидата в члены парламента.
Для участия в выборах было зарегистрировано 3140417 человек, то есть 92,6% от всех имеющих право новозеландцев. Явка составила 2446279 человек, то есть 77,90%, в которые включены 717 579 человек, пришедших на предварительное голосование, что более чем вдвое превышает цифры выборов 2011 года.
В итоге, правоцентристская Национальная партия во главе с действующим премьер-министром Джоном Ки получила большинство в 47,0% и 60 из 121 мест. Националы вновь пошли на соглашение с центристами из «United Future», классическими либералами из ACT и коренной партией Маори, чтобы сформировать правительство меньшинства, продлив его на пятый срок.
Традиционный оппонент Националов — Лейбористская партия во главе с Дэвидом Канлиффом, проиграла четвёртые выборы подряд, получив 25,1% и 32 места. Результат Зелёной партии с сопредседателями Расселом Норманом и Метирией Турей упал с 11,1% до 10,7%, но им удалось сохранить свои 14 мест. NZ First получила 8,7% и 11 мест. Партия маори, ACT и United Future сохранили своё представительство в парламенте, несмотря на потери нескольких процентов голосов. Движение Мана не вернулась в парламент, после того как единственный депутат Хоне Харавира потерпел поражение в своем округе Те Тай Токерау.

## Контекст

### Законодательство
На референдуме по системе голосования, прошедшим одновременно с выборами 2011 года, 57,8 % избирателей высказались за сохранение существующей системы голосования смешанного пропорционального представительства. В соответствии с Актом о референдуме 2010 года большинство голосов в пользу сохранения системы означает, что Избирательной комиссии ставится задача проведения независимого обзора работы системы.
В феврале 2012 года Комиссия выпустила консультативный документ с призывом к общественности, представить пути совершенствования системы. В августе Комиссия выпустила документ с заявками, а свой окончательный доклад опубликовала 29 октября 2012 года, в котором предлагалось снижение порога прохождения партии от 5 до 4 %, отмену порога — партия должна пересечь его, чтобы получить места, сохранение статус-кво для довыборных и двойных кандидатур, фиксацию соотношения между выборными местами и партийными списками парламенте.
Парламент имеет право решать, следует ли осуществлять любые изменения в системе, которая была в значительной степени стабильной с момента появления в 1994 году для выборов 1996 года. В ноябре 2012 года, законопроект, поданный членом Лейбористской партии Иэн Лис-Галлоуэй, предложил реализацию первых двух рекомендаций, и поступил на голосование. В мае 2014 года Джудит Коллинз и Джон Ки объявили, что для выполнения рекомендаций Комиссии не существовало межпартийного консенсуса, в результате чего, правительство не будет вводить в действие новое законодательство.

### 50-й парламент (2011—2014)
До выборов 2011 года, Национальная партия имела вотум доверия и в результате заключения соглашений с партиями ACT, Маори и United Future продолжала работу Пятого правительства, с большинством в семь мест — с 64 в 121-местном парламенте. Все остальные партии ушли в оппозицию, но только Лейбористская стала официальной.
После выборов Национальная партия получила 59 мест, Лейбористская — 34, Зелёная — 14, New Zealand First — 8, Маори — 3, Mana Movement, ACT и United Future по одному месту. По состоянию на январь 2013 года, в распределении мест произошли два изменения. В 2012 году Брендан Хоран был исключен из New Zealand First, и стал независимым депутатом 31 мая 2013 года Избирательная комиссия отменила регистрацию United Future за невозможность доказать наличие 500 финансовых членов, необходимых для регистрации. Партия успешно перерегистрирована 13 августа, но в этот промежуток Питер Данн был независимым депутатом. 13 июня 2014 года единственный член парламента от ACT Джон Бэнкс покинул место, из-за признания виновным в фальсификация выборов мэра Окленда в 2010 году, а его место осталось вакантным.

### Агитационная кампания
В августе 2014 года была издана книга журналиста Ники Хейгера «Грязная политика» — о сотрудничестве политиков Национальной партии с блогером Кэмероном Слейтером — сыном бывшего главы Национальной партии Джона Слейтера. Как оказалось, во время избирательной кампании 2011 года Слейтер взломал электронную почту и аккаунты лейбористов, и использовал конфиденциальные данные для дискредитации оппозиционеров. В свою очередь Хэйгер, взломал его почту и опубликовал переписку с министром юстиции Джуди Коллинз, из которой стало известно, что в 2011 году она сотрудничала со Слейтером, чтобы подорвать репутацию и сместить госслужащих, в том числе главу Бюро по борьбе с экономическими преступлениями. Вследствие этого Коллинз ушла в отставку. 15 сентября издание «The Intercept» со ссылкой на документы бывшего сотрудника ЦРУ Эдварда Сноудена, сообщило, что Правительственное бюро по безопасности связи Новой Зеландии в 2012 и 2013 годах планировало запуск программы сбора метаданных по примеру АНБ, а сам Сноуден отметил, что «любые заявления, что в Новой Зеландии нет массовой слежки, что власти не перехватывают и не мониторят абсолютно все интернет-коммуникации, что это не поддерживает GCSB — полная ложь. Если вы живете в Новой Зеландии — за вами следят». В ответ на это, премьер-министр Новой Зеландии Джон Ки назвал обвинения «абсолютной неправдой», отметив, что программа была направлена на защиту от киберпреступности, но была отменена правительством, и «в Новой Зеландии нет и никогда не было программы слежки посредством кабельного доступа». Между тем, основатель интернет-портала Megaupload Ким Дотком заявил, что «есть два способа борьбы с массовой слежкой. Первый — политический, которым мы пытаемся воспользоваться в Новой Зеландии, второй — технологический, то есть кодирование». Для этого Дотком присоединился к маори Хоне Харавире, возглавляющим левое движение «Мана», после чего они вместе создали коалицию «Интернет-Мана».

## Голосование
Избирательные участки в Новой Зеландии открылись в 09:00 по местному времени и закрылись в 19:00. Более 3 миллионов зарегистрированных избирателей из 4,5 млн населения Новой Зеландии должны были избрать 120 депутатов из кандидатов от 71 одномандатного избирательного округа, в том числе 7 округов для маори, а остальных — по партийным спискам — от 15 партий. 

## Результат

### Предварительные
Предварительные результаты появились ночью в 23:00 в день голосования. Согласно им, Национальная партия получила 48% голосов, и поэтому в Новой Зеландии может быть сформировано однопартийное правительство впервые с перехода страны на пропорциональную избирательную систему 20 лет назад. За Лейбористскую партию было отдано 25% голосов. Если предварительные результаты не изменятся, то Национальная партия может занять 61 из 121 места в парламенте, а лейбористы — 32. После опубликования первых данных о голосовании, действующий премьер-министр и лидер Национальной партии Джон Ки признался, что он вне себя от счастья, и в обращении к однопартийцам в Окленде поблагодарил своего заместителя Билла Инглиша, назвав его «лучшим министром финансов в развитом мире». По процентам за этими двумя партиями далее идут «зелёные» и «NZ First».

### Окончательные

#### Партии, прошедшие в парламент
Голосование по партиям
 Национальная (47,04 %) Лейбористы (25,13 %) Зелёные (10,70 %) NZ First (8,66 %) Консерваторы (3,97 %) Интернет и MANA (1,42 %) Маори (1,32 %) ACT (0,69 %) United Future (0,22 %) Остальные (0,85 %) прочие (0 %)
| Партия                     | Партия                              | Голоса    | % голосов | % голосов | Места     | Места     | Места     | Места     |
| Партия                     | Партия                              | Голоса    | %         | Изменение | Округ     | Список    | Всего     | Изменение |
| -------------------------- | ----------------------------------- | --------- | --------- | --------- | --------- | --------- | --------- | --------- |
|                            | Национальная партия Новой Зеландии  | 1,131,501 | 47.04     | ▼0.28     | 41        | 19        | 60        | ▲1        |
|                            | Лейбористская партия Новой Зеландии | 604,534   | 25.13     | ▼2.35     | 27        | 5         | 32        | ▼2        |
|                            | Зелёная партия Аотеароа             | 257,356   | 10.70     | ▼0.36     | 0         | 14        | 14        | ▬0        |
|                            | New Zealand First                   | 208,300   | 8.66      | ▲2.06     | 0         | 11        | 11        | ▲3        |
|                            | Партия маори                        | 31,850    | 1.32      | ▼0.11     | 1         | 1         | 2         | ▼1        |
|                            | ACT                                 | 16,689    | 0.69      | ▼0.37     | 1         | 0         | 1         | ▬0        |
|                            | United Future                       | 5,286     | 0.22      | ▼0.38     | 1         | 0         | 1         | ▬0        |
|                            | Остальные партии                    | 150,104   | 6.24      | ▲2.87     | 0         | 0         | 0         | ▼1        |
| Всего                      | Всего                               | 2,405,620 | 100.00    |           | 71        | 50        | 121       | 0         |
|                            |                                     |           |           |           |           |           |           |           |
| Воздержавшиеся             | Воздержавшиеся                      | 10,681    |           |           |           |           |           |           |
| Недействительные бюллетени |                                     |           |           |           |           |           |           |           |
| Всего голосов              | Всего голосов                       | 2,416,481 |           |           |           |           |           |           |
| Явка                       | Явка                                | 76.95%    | 76.95%    | 76.95%    | 76.95%    | 76.95%    | 76.95%    | 76.95%    |
| Электорат                  | Электорат                           | 3,140,417 | 3,140,417 | 3,140,417 | 3,140,417 | 3,140,417 | 3,140,417 | 3,140,417 |

#### Партии, не прошедшие в парламент
| Партия | Партия                                                    | Голоса  | %    | Изменение |
| ------ | --------------------------------------------------------- | ------- | ---- | --------- |
|        | Новозеландская консервативная партия                      | 95,958  | 3.97 | ▲1.33     |
|        | Интернет и MANA                                           | 34,095  | 1.42 | ▲0.34     |
|        | Партия за легализацию каннабиса Аотеароа                  | 10,961  | 0.46 | ▼0.07     |
|        | Ban 1080                                                  | 5,113   | 0.21 | ▲0.21     |
|        | Новозеландская демократическая партия социального доверия | 1,730   | 0.07 | ▬0.00     |
|        | Гражданская партия                                        | 1,096   | 0.05 | ▲0.05     |
|        | NZ Independent                                            | 872     | 0.04 | ▲0.04     |
|        | Focus NZ                                                  | 639     | 0.03 | ▲0.03     |
|        | Всего                                                     | 150,104 | 6.24 | ▲2.87     |